# Visteelt

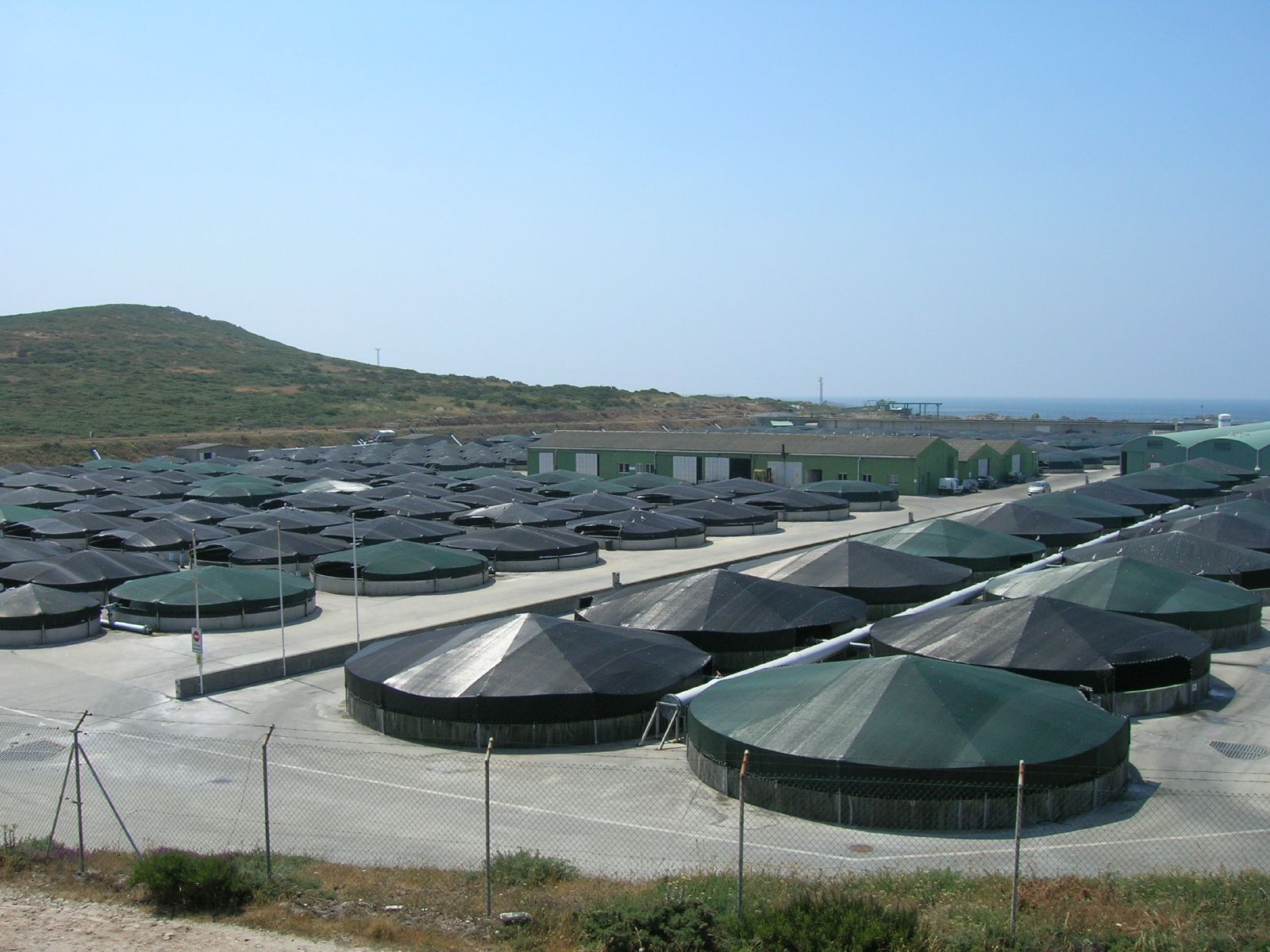
Tarbotkwekerij in Santa María de Lira, Carnota (Spanje)

Visteelt of viskweek is een vorm van aquacultuur, waarbij vissen commercieel worden gehouden voor consumptie. Door teruglopende visvangsten veroorzaakt door overbevissing, wordt de visteelt een steeds belangrijkere tak in de visserij. Anderzijds is de visteelt zelf een oorzaak van overbevissing, doordat met name vleesetende vissen ten dele moeten worden gevoerd met visproducten die uit wildvang afkomstig zijn. 

## Verspreiding
In Derde Wereldlanden wordt visteelt gebruikt als een duurzame vorm van ontwikkeling voor bijvoorbeeld rijstboeren. Met name herbivore karperachtigen worden hier geteeld. In Europa richt de teelt zich juist meer op carnivoren, wat door het gebruik van wild gevangen vis als voer niet duurzaam is. In Nederland bijvoorbeeld worden vooral de zoetwatervissen paling en meerval gekweekt.  

## Teelt

### Extensief
Bij extensieve teelt wordt gebruikgemaakt van grote vijvers en wordt het voedsel geleverd door de natuurlijke productie van het phytoplankton. Door bemesting en oxidatie van de bodem door drooglegging in de winter wordt deze productie gemaximaliseerd. Door optimale hoeveelheden vis uit te zetten blijft er voldoende zoöplankton en bodemfauna (benthos) beschikbaar. In feite wordt er een ecosysteem gecreëerd waarin zo veel mogelijk visgroei gerealiseerd kan worden.

### Intensief
Onder intensieve kweek worden (veelal afgesloten) systemen verstaan waar veel wordt bijgevoerd. Bijvoeren resulteert in watervervuiling, waardoor filtersystemen, beluchting of doorstroming nodig zijn om de waterkwaliteit goed te houden. Aangezien de groei van een vis lineair toeneemt met de zuurstofverzadiging is deze beluchting essentieel. Visteelt in kooien is een intensieve teelt waarbij de waterkwaliteit goed gehouden wordt door doorstroming van de kooi. Een nadeel van kooien is dat ziekteverwekkers, resten van geneesmiddelen en afvalstoffen in het milieu landen, mogelijk ten nadele van wild levende dieren. Als kooien kapot gaan ontsnappen kweekdieren, daardoor kan een genetische en voedselconcurrentie met wild levende dieren ontstaan. Daarnaast kan huisvesting in kooien gepaard gaan met ernstige dierenwelzijnsproblemen. Zo kunnen de onnatuurlijk hoge bezettingsgraad, watervervuiling en het feit dat natuurlijk gedrag, zoals migratie, verhinderd wordt, bij gekweekte zalmen leiden tot ziekte, stress, verwondingen en hoge sterfte.
Tussen de extensieve en intensieve kweek in recirculatiesystemen bestaan veel overgangssystemen, vaak wordt er bijgevoerd en worden de vijvers belucht met zogenaamde "paddlewheels". In de recirculatiesystemen zijn filters geïnstalleerd om vaste bestanddelen (suspended solids) van mest te verwijderen en het giftige ammonium dat door de vissen wordt afgescheiden, om te zetten in het veel minder giftige nitraat (nitrificatie). Ook voor de werking van het laatstgenoemde (biologische) filter is een hoge zuurstofverzadiging noodzakelijk. Vaak wordt er dan ook belucht met pure zuurstof die onder druk aan het systeem wordt toegevoegd om 100% verzadiging te garanderen. Het is mogelijk ook het nitraat weer uit het water te verwijderen door denitrificatie; daarvoor moet in het systeem een zuurstofloos gedeelte worden gemaakt waar ook organische stof aanwezig is. In dit gedeelte kunnen bepaalde bacteriën nitraat gebruiken als oxydator bij de afbraak van de organische stof.

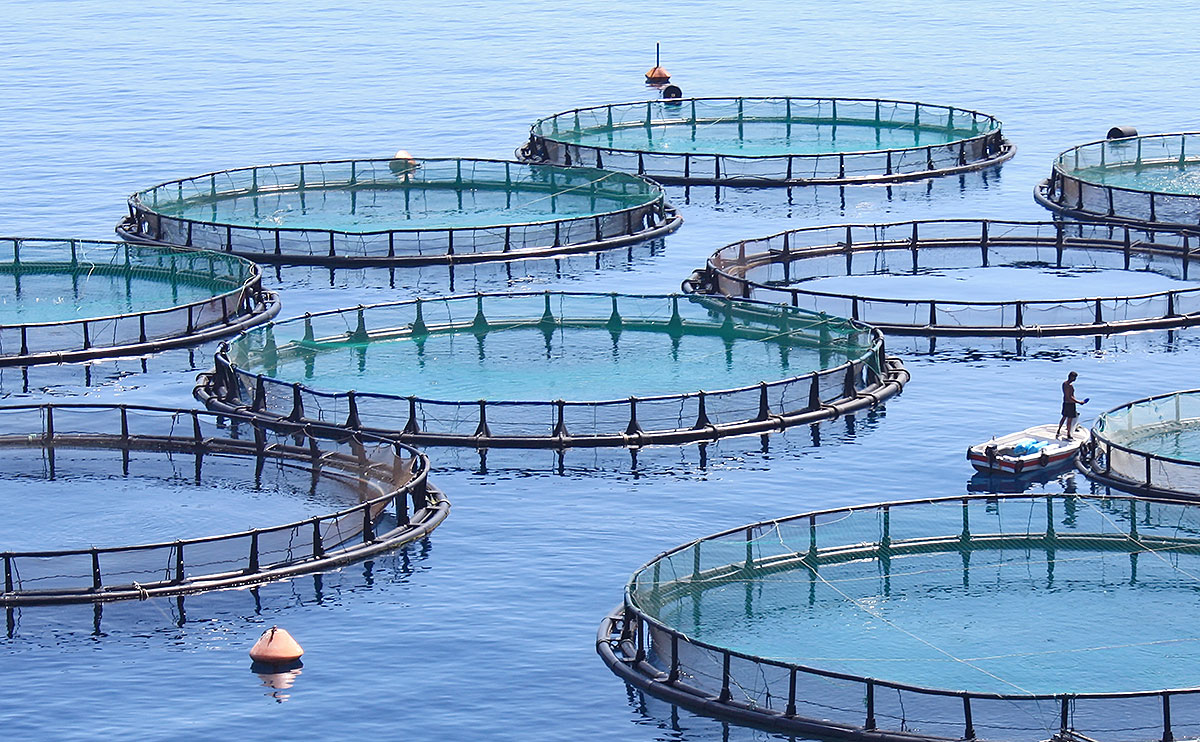
Kooien
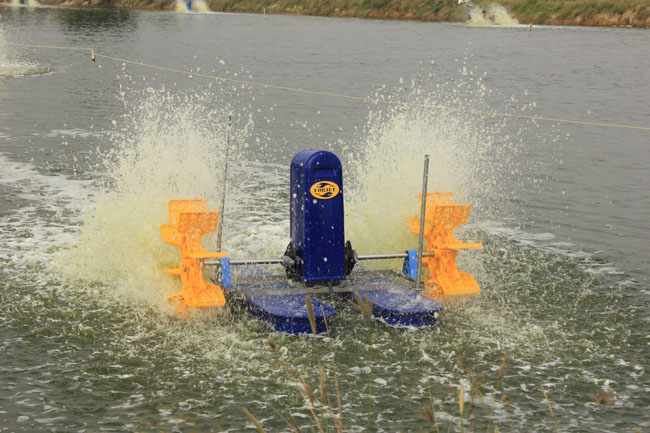
Paddlewheel voor de beluchting van een bassin met garnalen
- Filmpje over forellenkwekerij in Gulpen, 1970

## Gekweekte vissoorten
Enkele vissoorten die in Europa gekweekt of verkocht worden voor voedselvoorziening zijn:
| Vissoort                                    | Kweekgebied(en)                | Kweekmethode(n)                                                                    |
| ------------------------------------------- | ------------------------------ | ---------------------------------------------------------------------------------- |
| Goudbrasem                                  | Middellandse Zee               | Zowel intensief als extensief                                                      |
| Heilbot                                     | Noord-Europa                   | Open kooien in zee                                                                 |
| Karper                                      | Centraal-Europa                | Vijvers, Recirculatiesysteem                                                       |
| Afrikaanse Meerval (Clarias gariepinus)     | Nederland                      | Recirculatiesysteem                                                                |
| Claresse meerval (Heterobranchus longfilis) | Nederland                      | Recirculatiesysteem                                                                |
| Paling                                      | o.a. Nederland                 | Opkweken van wilde glasaal in recirculatiesystemen                                 |
| Regenboogforel                              | Scandinavië, Frankrijk, Italië | Doorstroom of gesloten systeem                                                     |
| Steur                                       | Frankrijk, Duitsland, België   | Gesloten systeem                                                                   |
| Tarbot                                      | vooral Spanje                  | Tanks met doorstromend zeewater                                                    |
| Tilapia                                     | Wereldwijd in de tropen        | Recirculatiesystemen in Nederland, open kooien en vijvers in veel tropische landen |
| Zalm                                        | Noorwegen, Schotland, Chili    | Open kooien in zee                                                                 |
| Zeebaars                                    | Griekenland, Turkije, Israël   | Open kooien in zee, Recirculatiesystemen                                           |

| Ongewervelde                 | Kweekgebied(en) | Kweekmethode(n)           |
| ---------------------------- | --- | ------------------------- |
| Japanse oester Platte oester | Frankrijk (Normandië, Bretagne, Vendée, Charente-Maritime, Arcachon, Méditerranée), Nederland (Grevelingen, Oosterschelde), België (Spuikom), Ierland (Galway) | Bodemkweek of hangcultuur |
| Kreeft                       | Zeeland | Gesloten systeem          |
| Mossel                       | Zeeland, Waddenzee, Noordzee | Bodemkweek of hangcultuur |
| Chlamys farreri              | China | Hangcultuur in zee        |

## Statistieken

### Wereldwijd
In 2018 bracht de visserij wereldwijd in totaal 178,5 miljoen ton vissen en schaaldieren aan land met een waarde van US$ 401 miljard. Hierin was het aandeel van de visteelt 82,1 miljoen ton en van de visserij 96,4 miljoen ton.
De visteeltproductie had een waarde van US$ 250 miljard of ongeveer US$ 3 per kg.
De Volksrepubliek China was veruit de grootste producent met 47,6 miljoen ton, gevolgd door India met 7,1 miljoen ton. Met 1,4 miljoen ton was Noorwegen de grootste Europese producent, maar stond op de zevende plaats wereldwijd. De top 10 landen produceerden 72,8 miljoen ton of 88,7% van het wereldwijde totaal. De totale visteeltproductie bestond voor 66% uit vis, 21% uit weekdieren en 11% uit kreeftachtigen. Het aandeel van geteelde vis in de totale visproductie is gestegen van 25,7% in 2000 naar 46% in 2018.
Van de 82 miljoen ton uit visteelt was het aandeel zoetwatervissen 50 miljoen ton en de rest van de vis werd geteeld in brak- of zeewater. Vooral karpers worden in aanzienlijke aantallen geteeld. De karper eet voornamelijk waterplanten en insecten. 

#### Wilde vis als voer voor gekweekte vissen
Voor de kweek van roofvissen, zoals de Atlantische zalm en de paling, zijn aanzienlijke hoeveelheden visolie en vismeel nodig. In 2018 werd wereldwijd 22 miljoen ton vis niet voor menselijke consumptie gebruikt maar hoofdzakelijk verwerkt tot visvoer. Dit is een vorm van voedselverspilling, aangezien 90% van de vissen die verdwijnt in visolie en vismeel direct geschikt is voor menselijke consumptie. De FIFO (Fish-in-Fish-out) ratio geeft aan hoeveel kilo vis er nodig is voor één kilo kweekvis. Uit een berekening op basis van gegevens uit 2006 blijkt de FIFO-ratio uit te komen op 0,7, oftewel één kilogram kweekvis heeft 0,7 kilogram visvoer nodig. Dit cijfer is waarschijnlijk iets te gunstig omdat het zogenaamde "trash fish" niet in de berekening is meegenomen. Dit is vis die rechtstreeks (vers) aan kweekvis wordt gevoerd of op de kwekerij tot visvoer wordt verwerkt, bijvoorbeeld van kweekvis die niet voor de verkoop geschikt is. De FAO schat deze hoeveelheid op 5 à 6 miljoen ton per jaar en als dit wordt meegenomen in de berekening dan komt de FIFO uit op 0,9. Bij de viskweek wordt slachtafval ingezet als vervanger voor vis als voer. De FIFO verschilt per vissoort; zo is er voor 1 kg gekweekte paling bijna 2 kg wild gevangen vis nodig. 
Door wilde vissen te vangen voor de productie van visvoer legt de viskweek een nog grotere druk op de nu al overbeviste zeeën en oceanen. Momenteel is 90% van alle commercieel beviste vissoorten ofwel overbevist ofwel op de grens van overbevissing. Wereldwijd groeit de aquacultuur en verwacht wordt dat de productie van vismeel met 19%  zal groeien in de periode 2016-2030.
In vismeel en visolie zitten vooral kleinere vissoorten en schaaldieren – zij vormen een belangrijke schakel in het onderwaterecosysteem. Grotere vissen, zeezoogdieren en vogels zijn voor voedsel afhankelijk van deze soorten. De overbevissing van deze soorten voor de productie van vismeel en -olie kan leiden tot ineenstorting van mariene ecosystemen. Daarbij kan het de voedselzekerheid in lokale gemeenschappen in onder andere West-Afrika, Zuid-Amerika en Zuidoost-Azië in gevaar brengen. Mensen die voor hun voedsel en levensonderhoud afhankelijk zijn van vissen en een gezond kustecosysteem komen ernstig in de problemen door overbevissing voor de productie van visvoer.

### Nederland
De Nederlandse viskweeksector is relatief klein. Toch heeft Nederland wel de grootste palingkweeksector in de wereld: maar liefst een derde van alle gekweekte paling. In 1994 produceerde de Nederlandse kweekvissector 2400 ton vissen en de productie steeg in de jaren erna sterk om in 2007 een piek te bereiken van 9640 ton. Er volgde een terugval en in 2015 was het nog maar 5300 ton en het is daarna gestabiliseerd. In 2020 waren er 25 kwekers actief, zij produceerden 5337 ton vis met een waarde van 30,4 miljoen euro. Paling was met 2035 ton de belangrijkste kweekvis met een aandeel van meer dan 50% in de totale waarde. Naar schatting gaat het om ongeveer 11 miljoen dieren. Kweekvis voorziet in ongeveer 90% van de palingconsumptie in Nederland. Na de paling is de meerval de meest gehouden soort in kwekerijen: naar schatting 2 miljoen dieren. Het gaat om de Afrikaanse meerval (950 ton) en de Claresse (1500 ton), een kruising van Afrikaanse meerval en kieuwzakmeerval. Na Hongarije is Nederland de grootste kweker van meervallen in Europa.
De palingkweek is omstreden, omdat de paling een ernstig bedreigde diersoort is: op de Rode Lijst van de IUCN staat de paling als kritiek (critically endangered). Omdat de paling zich niet laat voortplanten, worden jonge palingen (alen) uit het wild gevangen om te verdwijnen in kwekerijen, waar ze worden opgekweekt om vervolgens te worden gedood. Hierdoor legt de palingkweek een nog grotere druk op de ernstig bedreigde diersoort. De International Council for the Exploration of the Seas (ICES) adviseert daarom de Europese Commissie om de aalsterfte door menselijke activiteiten (inclusief visserij en barrières zoals waterkrachtcentrales en gemalen) “zo dicht bij nul als mogelijk” te brengen. Verschillende maatschappelijke organisaties roepen daarom op tot een gehele stop op de palingvisserij, inclusief het vissen op alen voor de palingkweeksector.

## Dierenwelzijn
Er bestaat in Nederland geen specifieke dierenwelzijnswetgeving voor vissen in kwekerijen, zoals voor de meeste andere voor productie gehouden dieren als varkens, vleeskuikens en vleeskalveren. Wel zijn er enkele algemene uitgangspunten van toepassing, waarin wordt gesteld dat vissen niet onnodig mogen lijden en ze voldoende ruimte moeten hebben voor hun fysiologische en ethologische behoeften. Ook geeft de Europese Verordening EG 1099/2009 aan dat dieren, inclusief vissen, bij de doding elke vermijdbare vorm van pijn, spanning of lijden bespaard moet blijven. De Nederlandse wetgeving sluit, behalve de paling, alle vissen echter uit van bescherming bij de slacht.
Mede door het gebrek aan regelgeving zijn er grote problemen op het gebied van dierenwelzijn in de kweekvissector. De dieren leven in kale recirculatiebassins met zeer hoge aantallen onder omstandigheden die drastisch afwijken van hun natuurlijke leefomgeving en waarbij natuurlijk gedrag vrijwel onmogelijk is. Zo leven palingen van nature een groot deel van hun leven solitair en leggen ze vaak duizenden kilometers af. In een kwekerij leeft het dier met duizenden dicht op elkaar in een kleine ruimte, met een bezettingsgraad van 1.000-10.000 per m³. Dat is vergelijkbaar met 125-1250 palingen in een volle badkuip.
De huisvestingssystemen zijn ontwikkeld op basis van efficiëntie, waarbij vrijwel geen rekening wordt gehouden met de natuurlijke behoeften van het dier. Zo is er vaak bijna geen mogelijkheid voor natuurlijke gedragingen als schuilen, foerageren, jagen, verkennen en rusten. Geregeld is er sprake van hoge sterfte (binnen bepaalde fases) door onder andere kannibalisme en ziektes. Ook worden de vissen meerdere keren blootgesteld aan stressvolle handelingen zoals het sorteren op gewicht, het onthouden van voer en transport.
Er is inmiddels wetenschappelijke consensus dat vissen pijn en stress kunnen ervaren. De Raad van Dieraangelegenheden adviseert dan ook dat er meer aandacht moet komen voor het verbeteren van vissenwelzijn.

### Gekweekte zalm
Gekweekte zalm is veruit de meest gegeten vis in Nederland. Deze is meestal afkomstig uit Noorse of Schotse zalmkwekerijen, waarbij de dieren in kooien in zee leven. De zalmkweeksector staat bekend om grote dierenwelzijnsproblemen, met name door zeer hoge bezettingsgraad, watervervuiling, het verhinderen van natuurlijk gedrag (zoals migratie), ziekte, stress, parasieten, verwondingen, misvormingen, antibioticagebruik en hoge sterfte. Door het uitspoelen van afvalstoffen, antibiotica en parasieten hebben de zalmkwekerijen tevens veelal een negatieve impact op de omgeving. Wilde populaties zalmen worden aangetast door ziektes die ontsnapte gekweekte zalmen meebrengen en kunnen door inmenging genetisch zwakker worden.

### Doding
Sinds juli 2018 moeten palingen in Nederland voor de doding elektrisch verdoofd worden. Voor andere vissen geldt dit niet en vele gekweekte vissen sterven, net als vele wild gevangen vissen, een langzame dood door verstikking op ijs, wat gepaard gaat met pijn en stress. In Nederland is met financiële hulp van de overheid een geschikte bedwelmingsmethode ontwikkeld voor meervallen, maar deze is niet verplicht gesteld. Ongeveer de helft van de meervallen werd in 2020 bedwelmd voor de dood.
Bij de overgrote meerderheid van gekweekte vissen in Europa is het welzijn bij de slacht niet gewaarborgd en gaat de doding gepaard met lijden. Sommige vissoorten worden bedwelmd voor de slacht, maar ook deze methodes brengen risico's met zich mee. Zo worden zalmen in Schotse kwekerijen verdoofd door een klap op de kop, maar slechte uitvoering leidt tot ernstig dierenleed.

## Organisaties
Nederlandse vistelers zijn verenigd in de Nevevi, de Nederlandse Vereniging voor Vistelers. Deze vereniging treedt op als belangenvertegenwoordiger voor de vistelers en heeft een gedragscode voor viskwekers opgesteld. De Nevevi maakt deel uit van de overkoepelende Europese organisatie FEAP (Federation of European Aquaculture Producers).

## Onderzoek
De universiteit van Wageningen heeft sinds 1975 een leerstoel visteelt. Er wordt met name onderzoek gedaan naar technologische ontwikkelingen op dit vakgebied, toegespitst op de optimalisering van de productiemogelijkheden. Ook is er aandacht voor visstandsbeheer in natuurlijke ecosystemen.